# Världsmästerskapen i skidskytte 1991
Världsmästerskapen i skidskytte 1991 hölls 1991 i Lahtis i Finland.

## Herrar

### 10 kilometer sprint
| Medalj | Namn           | Land     | Straffrundor | Resultat |
| ------ | -------------- | -------- | ------------ | -------- |
| Guld   | Mark Kirchner  | Tyskland | 0            | 30.48,1  |
| Silver | Frank Luck     | Tyskland | 1            | 31.12,8  |
| Brons  | Eirik Kvalfoss | Norge    | 2            | 31.27,9  |

Datum: 19 februari 1991

### 20 kilometer
Datum: 24 februari 1991

| Medalj | Namn            | Land          | Straffrundor | Resultat  |
| ------ | --------------- | ------------- | ------------ | --------- |
| Guld   | Mark Kirchner   | Tyskland      | 2            | 1:03.05,7 |
| Silver | Aleksandr Popov | Sovjetunionen | 1            | 1:03.33,1 |
| Brons  | Eirik Kvalfoss  | Norge         | 2            | 1:03.38,3 |

### 4 x 7,5 kilometer stafett
| Medalj | Land          | Lagmedlemmar                                                   | Straffrundor | Resultat  |
| ------ | ------------- | -------------------------------------------------------------- | ------------ | --------- |
| Guld   | Tyskland      | Ricco Groß Frank Luck Mark Kirchner Fritz Fischer              | 0            | 1:33.33,5 |
| Silver | Sovjetunionen | Jurij Kasjkarov Aleksandr Popov Sergej Tarasov Sergej Tjepikov | 0            | 1:35.01,3 |
| Brons  | Norge         | Geir Einang Eirik Kvalfoss Jon Åge Tyldum Gisle Fenne          | 0            | 1:35.08,3 |

Datum: 23 februari 1991

### Lagtävling
| Medalj | Land          | Lagmedlemmar                                                         | Straffrundor | Resultat  |
| ------ | ------------- | -------------------------------------------------------------------- | ------------ | --------- |
| Guld   | Italien       | Hubert Leitgeb Gottlieb Taschler Simon Demetz Wilfried Pallhuber     | 0            | 1:00.59,8 |
| Silver | Norge         | Sverre Istad Jon Åge Tyldum Ivar Michal Ulekleiv Frode Løberg        | 1            | 1:01.14,0 |
| Brons  | Sovjetunionen | Anatolij Zdanovich Sergej Tarasov Sergej Tjepikov Valerij Medvedtsev | 3            | 1:01.40,8 |

## Damer

### 7,5 kilometer sprint
| Medalj | Namn              | Land          | Straffrundor | Resultat |
| ------ | ----------------- | ------------- | ------------ | -------- |
| Guld   | Grete I. Nykkelmo | Norge         | 2            | 30.01.9  |
| Silver | Svetlana Davidova | Sovjetunionen | 3            | 30.32.7  |
| Brons  | Jelena Golovina   | Sovjetunionen | 1            | 30.35.1  |

### 15 kilometer
| Medalj | Namn              | Land      | Straffrundor | Resultat |
| ------ | ----------------- | --------- | ------------ | -------- |
| Guld   | Petra Schaaf      | Tyskland  | 0            | 55.14,9  |
| Silver | Grete I. Nykkelmo | Norge     | 4            | 57.13,4  |
| Brons  | Iva Sjkodreva     | Bulgarien | 1            | 57.43,3  |

### 3 x 7,5 kilometer stafett
| Medalj | Land          | Lagmedlemmar                                     | Straffrundor | Resultat  |
| ------ | ------------- | ------------------------------------------------ | ------------ | --------- |
| Guld   | Sovjetunionen | Jelena Belova Jelena Golovina Svetlana Davidova  | 0+2          | 1:24.54,3 |
| Silver | Norge         | Grete I. Nykkelmo Anne Elvebakk Elin Kristiansen | 0+2          | 1:25.52,0 |
| Brons  | Tyskland      | Uschi Disl Kerstin Möring Antje Misersky         | 0+7          | 1:28.15,9 |

### Lagtävling
| Medalj | Land          | Lagmedlemmar                                                        | Straffrundor | Resultat |
| ------ | ------------- | ------------------------------------------------------------------- | ------------ | -------- |
| Guld   | Sovjetunionen | Jelena Belova Jelena Golovina Svetlana Paramygina Svetlana Davidova | 20+11        | 59.08,1  |
| Silver | Bulgarien     | Maria Manolova Silvana Blogoeva Nadezda Aleksieva Iva Schkodreva    | 1+11         | 59.23,1  |
| Brons  | Norge         | Synnøve Thoresen Signe Trosten Hildegunn Fossen Unni Kristiansen    | 11+2         | 59.53,2  |

## Medaljfördelning
| Placering | Land          | Guld | Silver | Brons | Totalt |
| --------- | ------------- | ---- | ------ | ----- | ------ |
| 1         | Tyskland      | 4    | 1      | 1     | 6      |
| 2         | Sovjetunionen | 2    | 3      | 2     | 7      |
| 3         | Norge         | 1    | 3      | 4     | 8      |
| 4         | Italien       | 1    | 0      | 0     | 1      |
| 5         | Bulgarien     | 0    | 1      | 1     | 2      |